# Fischerinidae
Fischerinidae es una familia de foraminíferos bentónicos de la superfamilia Nubecularioidea, del suborden Miliolina y del orden Miliolida. Su rango cronoestratigráfico abarca desde el Jurásico medio hasta la Actualidad.

## Discusión
Clasificaciones previas incluían a Fischerinidae en la superfamilia Cornuspiroidea.

## Clasificación
Fischerinidae incluye a las siguientes subfamilias y géneros:
- Subfamilia Fischerininae
  - Dolosella †
  - Fischerina
  - Planispirina
  - Planispirinella
  - Subfischerina
  - Trisegmentina
- Subfamilia Fischerinellinae
  - Fischerinella
- Subfamilia Glomulininae
  - Glomulina
- Subfamilia Nodobaculariellinae
  - Nodobaculariella
  - Vertebralina
  - Wiesnerella

Otra subfamilia asignada a Fischerinidae y clasificada actualmente en otra superfamilia es: 
- Subfamilia Zoyaellinae, ahora en la superfamilia Zoyaellidae